# Vincenc Dittrich
Vincenc Dittrich (25. února 1787 Frývaldov – 3. ledna 1849 Praha-Malá Strana) byl český lékárník a florista, zakladatel pražské lékárny U Zlatého lva.

## Životopis

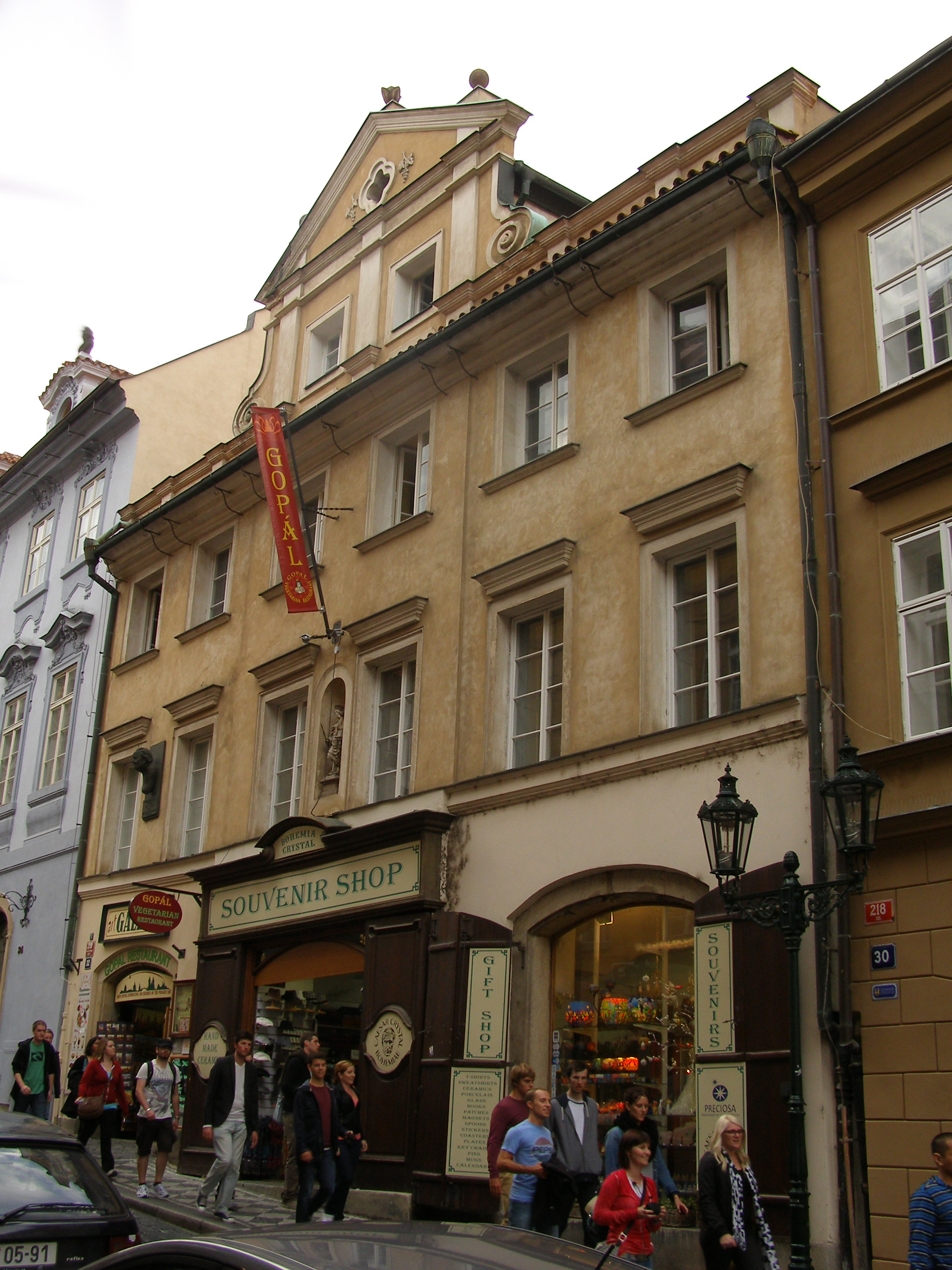
Dům U Zlatého lva, místo Dittrichovy lékárny

Narodil se 25. února 1787 ve Frývaldově (dnešní Jeseník). Roku 1807 dosáhl vyučení v Brně a poté nastoupil na studium farmacie v Praze, které dokončil v roce 1811. Roku 1814 si zařídil v Ostruhové (dnes Nerudově) ulici lékárnu U Zlatého lva a nechal ji vybavit nábytkem v biedermeierovsko-klasicistním stylu. Roku 1821 ji přestěhoval o několik domů dál, do domu čp. 219. V roce 1845 předal podnik svému synu Josefu Dittrichovi.
Byl členem Opitzova výměnného ústavu a jako vášnivý florista sbíral rostliny z okolí Prahy a v severních Čechách. Účastnil se i činnosti spolků Apotheker Verein in Nord Deutschland a Böhmische Gartengesellschaft in Prag. Věnoval se i dobročinným aktivitám. Například roku 1832 byl uváděn jako „otec chudých“ pro část farnosti sv. Mikuláše. V roce 1841 spoluzakládal nadaci na podporu práce neschopných lékárníků v Čechách.
18. června 1815 se v rodném městě oženil s devatenáctiletou Sofií Reymannovou.
Zemřel 3. ledna 1849 ve svém domě čp. 219 na Malé Straně. (Některé zdroje uvádějí nesprávné datum úmrtí 17. října 1880.) Pohřben byl na Malostranském hřbitově.